# Zipser Keresztély András
Zipser Keresztély András, (németül: Christian Andreas Zipser) (Győr, 1783. november 25. – Besztercebánya, 1864. február 20.) osztrák geológus, természettudományi író.

## Élete
Tanulmányait Besztercebányán, Selmecen és Pozsonyban végezte, azután a brünni Andre-féle nevelőintézetben tanított 1803-tól kezdve, négy évig. Egy ideig egy brünni posztógyárban működött mint üzemvezető, azután visszatért Magyarországra és Besztercebányán magán leánynevelő-intézetet alapított, amelyet élete végéig igazgatott. 1815 és 1817 között bejárta Lengyelországot és Poroszországot, ahol megfigyeléseket tett, amiket Leonhard Taschenbuchjában publikált. Legfontosabb műve 1817-ben jelent meg Sopronban, amely a magyar ásvány-földtan első korszakával foglalkozik, ismerteti Magyarország ásványelőfordulásait. 1847-ben az ő kezdeményezésére jött létre a Magyarhoni Földtani Társulat, az első magyar természettudományi egyesület. Mint kiváló természettudós külföldön is nevet szerzett magának, több német egyetem díszdoktori oklevéllel tüntette ki, számos külföldi tudóstársaság tagjává választotta, rendjelet is igen sokat kapott külföldi fejedelmektől. 1864. február 20-án Besztercebányán, a magyar természettudósok doyenjeként halt meg. 

## Írásai
Cikkei és tanulmányai: Vaterländische Blätter (1814. Beytäge zur künftigen Geographie meines Vaterlands Ungarn); Topographisches Archiv des Königreich Ungarn (1821. Die Kupferhandlung in Maluzsina und der Marktflecken Hradek. Nagy Bánya. Die Sohler Gespanschaft. Radvan. Neusohler Umgebungen und das Kupferbergwerk Herrengrund. Libethen k. Freistadt. Ausflug von Neusohl nach Hronetz. Das Thuróczer Comitat); Iris (1826. 32-40. Berichtigung und Zusätze. 54., 55., 101., 104., 106. Numismatische Miscellen. 68-70. Ein Wort über Beudants's Ansicht die wissenschaftliche Kultur Ungarns betreffend. 1827. l. egy oklevél közlés.); Nógrádi evangelikus esperességi és munkálótársasági ünnepély, 1845 (A zólyom lipcsei vár története); Pannonia (1845. 25. Zur slavischen Alterthumskunde in Ungarn); Magyar orv. és természetvizsgálók Munkálatai (1843. A napfogyatkozás körül. 1845. A szlanicai meteor-vasakról. 1846. Az állatkínzásról és megszüntetésének módjáról. A libethbányai lapított fatörzsökről. 1863. Javaslatok a földisme bányász-egyesület alapítására Magyarországon. Vajjon az évenként összegyülekezni szokott természetvizsgálók csak lakmároznak-e? Néhány szó a kalinkai kénbányáról. Sukoró melletti u. n. kunhalmok). Jahrbuch der k. k. geologischen Reichsanstalt, 1858. (Reste von ursus speleus in Theissholz). Ben Chan. 1858. (Benennung der Schal und Muschelthiere). Többi természettudományi (németnyelvű) cikkeinek jegyzéke Szinnyei Magyar természettud. és math. könyvészetében (1878. 862. l. s Wurzbach Biogr, Lex. LX. 173-4. l.)

## Munkái
- Versuch eines topographisch-mineralogischen Handbuches von Ungern. Sopron, 1817 Online
- Lesebuch zum Gebrauche in Töchterschulen. Kassa, 1822
- Der Badegast in Sliatsch in Nieder-Ungarn. Buda, 1827
- Erzählungen und Geschichten zur Belehrung und Unterhaltung für Kinder von 8 bis 14 Jahren. Lipcse, 1833
- Ueber die Statution in Ungarn. Kassa, 1834
- Franz I. Kaiser von Oesterreich, geehrt im Tode wie im Leben… Stuttgart, 1836
- Neusohl und Umgebungen. Buda, 1842
- Besztercze és vidéke, uo. 1842
- Die Versammlung ungarischer Aerzte und Naturforscher. Beszterczebánya, 1846
- Oedenburg und die achte Versammlung ung. Aerzte und Naturforscher. Pest, 1863